# Анюшина, Елена Фёдоровна
Еле́на Фёдоровна Аню́шина (8 декабря 1993, Жабино, Мордовия) — российская гребчиха-байдарочница, выступает за сборную России с 2011 года. Бронзовая призёрша чемпионата Европы, многократная победительница национальных и молодёжных регат. На соревнованиях параллельным зачётом представляет Московскую область и Республику Мордовию, мастер спорта международного класса.

## Биография
Елена Анюшина родилась 8 декабря 1993 года в селе Жабино Ардатовского района Мордовии. Активно заниматься греблей на байдарке начала в раннем детстве, первое время гребла на тренировочной базе в Ардатове на реке Алатырь, позже проходила подготовку в государственном бюджетном учреждении «Центр летних видов спорта» и в государственном училище олимпийского резерва в Бронницах. Тренировалась под руководством таких специалистов как М. Я. Костюченко, А. В. Кабанов, Я. Я. Костюченко.
Первого серьёзного успеха добилась в 2011 году, получив две золотые медали на юниорском чемпионате мира в Германии — в программе байдарок-двоек на дистанциях 200 и 500 метров.
Будучи студенткой Московской государственной академии коммунального хозяйства и строительства, в 2013 году приняла участие в зачёте летней Универсиады в Казани, в четвёрках завоевала серебряную медаль на дистанции 500 метров.
На взрослом международном уровне впервые заявила о себе в сезоне 2014 года, когда попала в основной состав российской национальной сборной и благодаря череде удачных выступлений удостоилась права защищать честь страны на чемпионате Европы в немецком Бранденбурге. С четырёхместным экипажем, куда также вошли байдарочницы Кира Степанова, Вера Собетова и Наталия Лобова, выиграла в полукилометровой гонке бронзу.
За выдающиеся спортивные достижения удостоена почётного звания «Мастер спорта России международного класса».